# Palazzo Vecchietti
Palazzo Vecchietti è un edificio del centro storico di Firenze, situato tra via de' Vecchietti 2 e via degli Strozzi 4.
Il palazzo appare nell'elenco redatto nel 1901 dalla Direzione Generale delle Antichità e Belle Arti, quale edificio monumentale da considerare patrimonio artistico nazionale.

## Storia

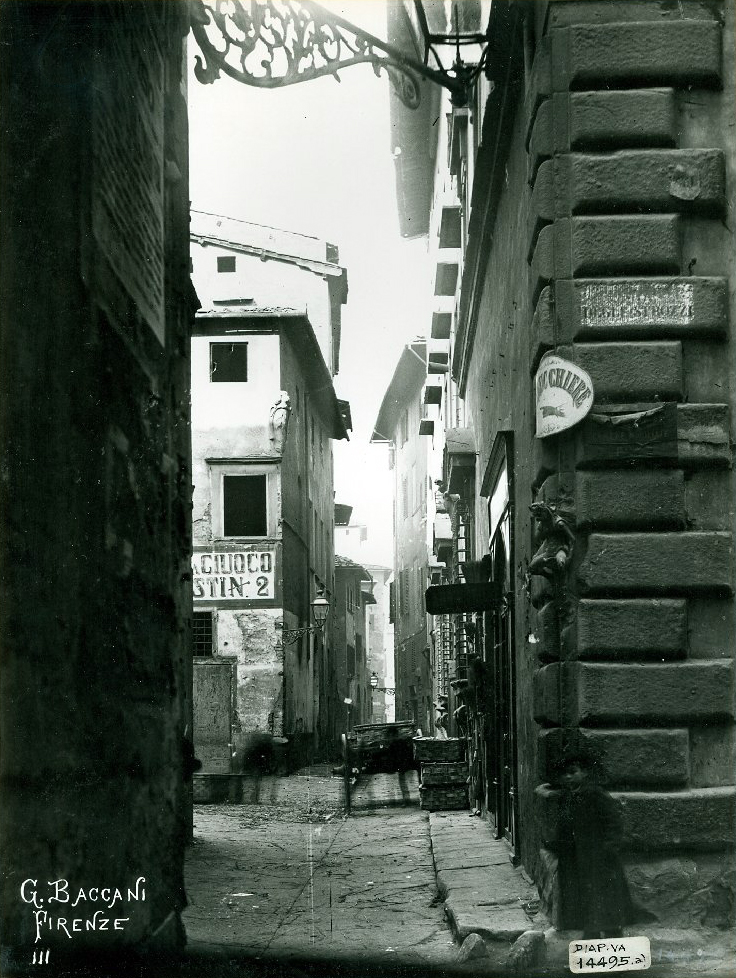
Palazzo Vecchietti e il canto dei Diavoli prima delle demolizioni

I Vecchietti (già Del Vecchio) erano una delle più antiche e importanti famiglie fiorentine nel medioevo, ricordati anche da Dante Alighieri (Paradiso XV, 115-117).
L'edificio si sviluppa su un antico ceppo di case, con torre angolare e loggia, tutte già di questa famiglia, le cui proprietà si estendevano sia nella zona dell'attuale via del Campidoglio, sia lungo la strada poi a loro intitolata (via dei Vecchietti), fino alla via dei Ferrivecchi, ora via degli Strozzi. Qui "si cominciò a murare la cantonata di bozzi" del nuovo palazzo della famiglia il 9 luglio 1578, come attestato da Agostino Lapini nel suo Diario fiorentino, per volontà di Bernardo Vecchietti e su disegno del Giambologna, in quegli anni ospite dello stesso Bernardo (cantiere chiuso attorno al 1584). Un modello in creta per un mascherone della facciata del Giambologna si trova oggi al Victoria and Albert Museum.
Passato ai Poltri e quindi ai Del Corona, il palazzo fu rimodernato da questi ultimi nel 1828-1829, su disegno dell'architetto Leopoldo Pasqui. Fu uno dei pochi edifici risparmiati dal Risanamento di questa zona, venendo in quell'occasione restaurato e dichiarato monumento nazionale. Furono ripristinati alcuni soffitti lignei, restaurata la facciata e la loggetta sul cortile, con il ritrovamento di decorazioni a sgraffito sui parapetti, e rifatte alcune decorazioni in pietra. Nel cortile vennero poi sistemati alcuni frammenti provenienti dalle prime demolizioni degli edifici circostanti (in particolare da piazza della Luna e via Strozzi, 1888-1890), costituendo una sorta di lapidario privato, prima della costituzione di quello pubblico nel Museo di San Marco.
Nel 1933, in occasione dell'acquisto dei locali da parte della Banca d'America e d'Italia, fu aperto un cantiere volto all'adeguamento della struttura alle nuove necessità, con opere di "sostituzione e di trasformazione" su progetto dell'ingegnere M. Luccioli.
Attualmente il palazzo ospita uffici della Deutsche Bank e, con accesso da via degli Strozzi, la residenza alberghiera "Palazzo Vecchietti Suites and Studio".

## Descrizione

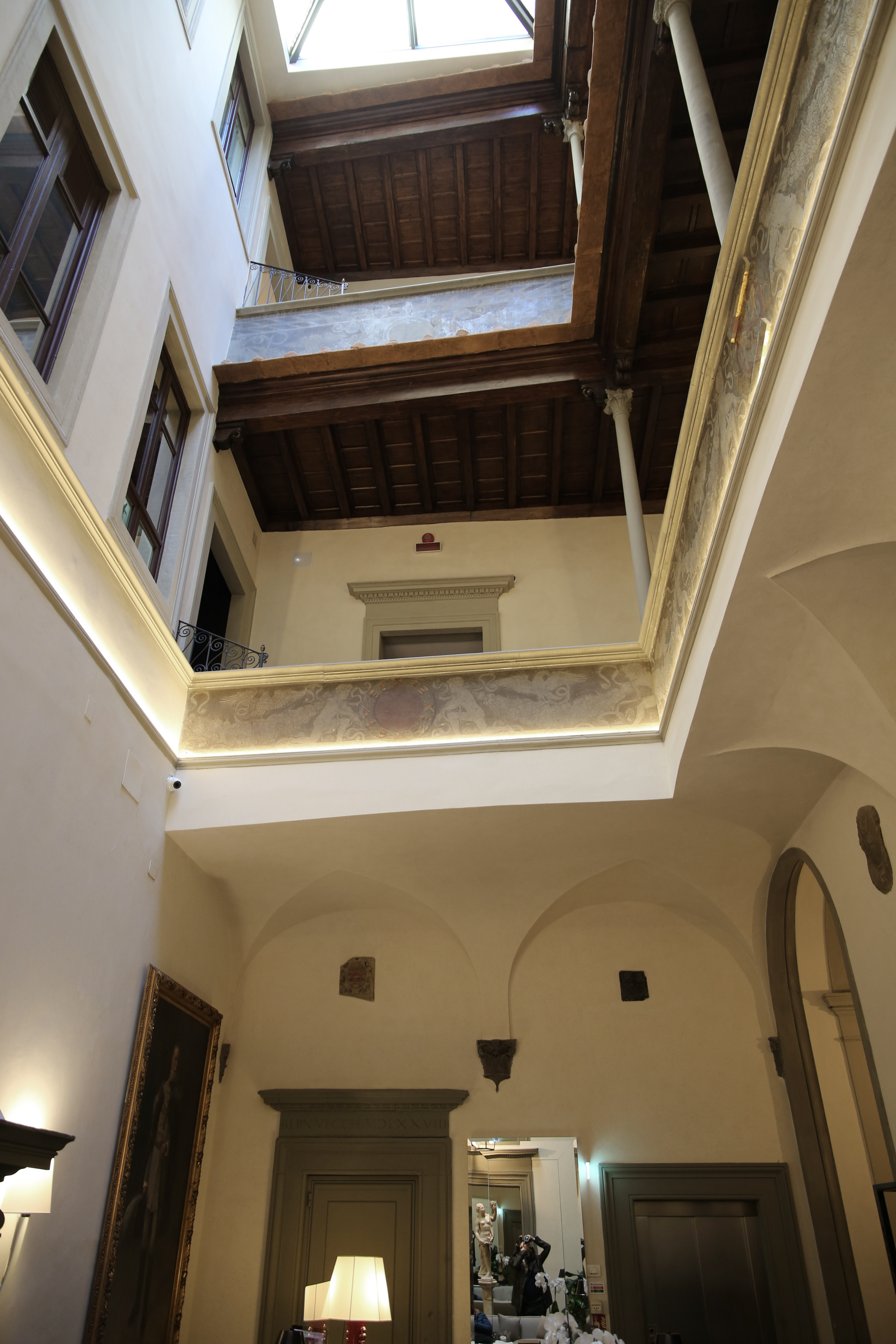
Il cortile

La parte basamentale della costruzione è di età molto antica. La facciata su via de' Vecchietti presenta un interessante esempio di soluzione tardo rinascimentale e sugli architravi delle finestre del piano nobile reca ripetuta due volte un'iscrizione che ricorda il nome di Bernardo Vecchietti e ostenta la data 1578. Sopra il portone segnato con il numero 2 è poi uno scudo con l'arme della famiglia Poltri (al monte di sei cime, sormontato da un corno da caccia, incatenato, con il capo di Santo Stefano).
L'altra facciata, che guarda a via degli Strozzi con sei assi, è frutto dell'intervento ottocentesco, e si caratterizza per la presenza di due balconi che si impongono ai lati del fronte. Anche da questo lato, sugli architravi delle finestre del piano nobile si sviluppano scritte che, dopo aver nuovamente richiamato Bernardo Vecchietti e la data 1578, ricordano Aloisio del Corona e la data (1828) degli interventi da lui promossi.
Sull'angolo, detto canto de' Diavoli, qualificato da plastiche bozze sfalsate, è in alto un bello scudo dello stesso Giambologna con l'arme dei Vecchietti (d'azzurro, a cinque ermellini montanti d'argento, 2.2.1, quelli in coppia affrontati). In basso è la copia in bronzo della scultura del Diavolino.
Dall'ingresso si accede attualmente al primitivo cortile quattrocentesco, con loggia decorata a graffiti e scala del Giambologna, in cui sono raccolti frammenti lapidei provenienti dalle demolizioni degli edifici del centro storico. Nel breve ingresso su via Strozzi è conservato un elemento originale delle finestre progettate dal Giambologna, con una testa virile, a documentare sia come durante gli interventi ottocenteschi si sia volutamente ripreso il disegno antico, sia la differenza significativa nella fattura tra l'elemento originale e il moderno.

### IlDiavolinodel Giambologna
Sulla cantonata del palazzo, segnata oggi da una copia fedele, si trovava la scultura del Diavolino del Giambologna, il cui originale in bronzo è ora conservata presso il museo Bardini (dopo essere stato a lungo in Palazzo Vecchio, nella Terrazza di Saturno). Precisa Filippo Baldinucci: "Per Bernardo Vecchietti (Giambologna) fece il disegno della facciata di sua casa da' Ferravecchi, ed in sulla cantonata il bel satirino di bronzo accomodato a modo di potervisi adattare le insigne che in quei tempi usavansi dalla minuta gente in que' giuochi e pubblici trastulli che chiavansi le Potenze". Il riferimento è all'uso come porta-stendardo per la bandiera della Potenza Festeggiante del Mercato Vecchio, detta del Duca della Luna.
Il satiro venne presto popolarmente detto Diavolino in associazione col Canto dei Diavoli che qui insiste. Secondo la tradizione tale denominazione sarebbe legata a un miracolo di san Pietro Martire che nel 1243, durante una predica in Mercato Vecchio, avrebbe fatto sparire facendo il segno della croce nell'aria un cavallo nero imbizzarrito che minacciava la folla. Secondo alcune versioni il miracolo sarebbe avvenunto presso la colonna dell'Abbondanza (come si vede in un affresco di Vasari in Vaticano) e il cavallo sparito poi qui, oppure viceversa.

## Opere già a palazzo Vecchietti
- Sandro Botticelli, Sant'Agostino nello studio, oggi agli Uffizi

## Bibliografia

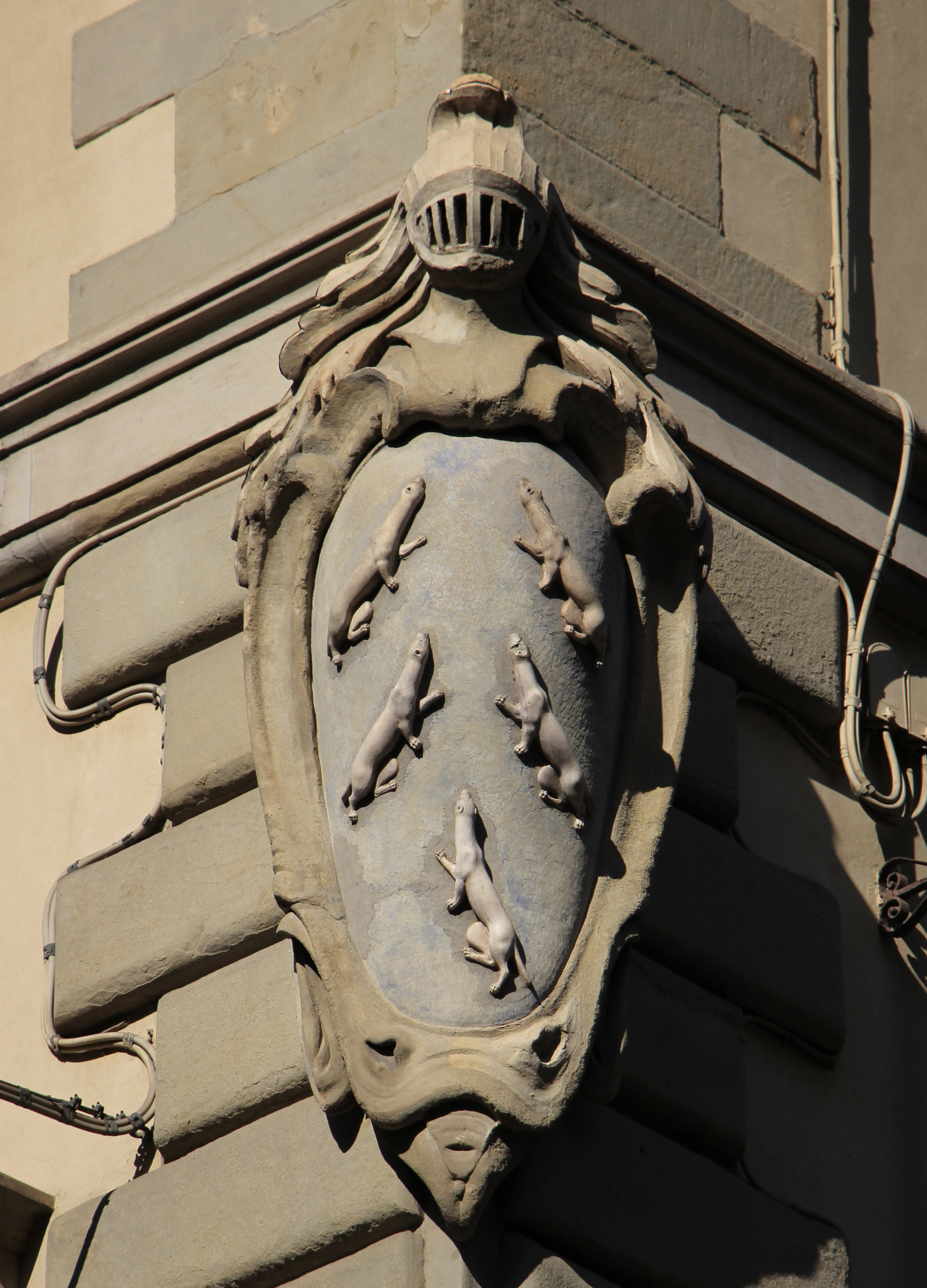
Stemma Vecchietti del Giambologna

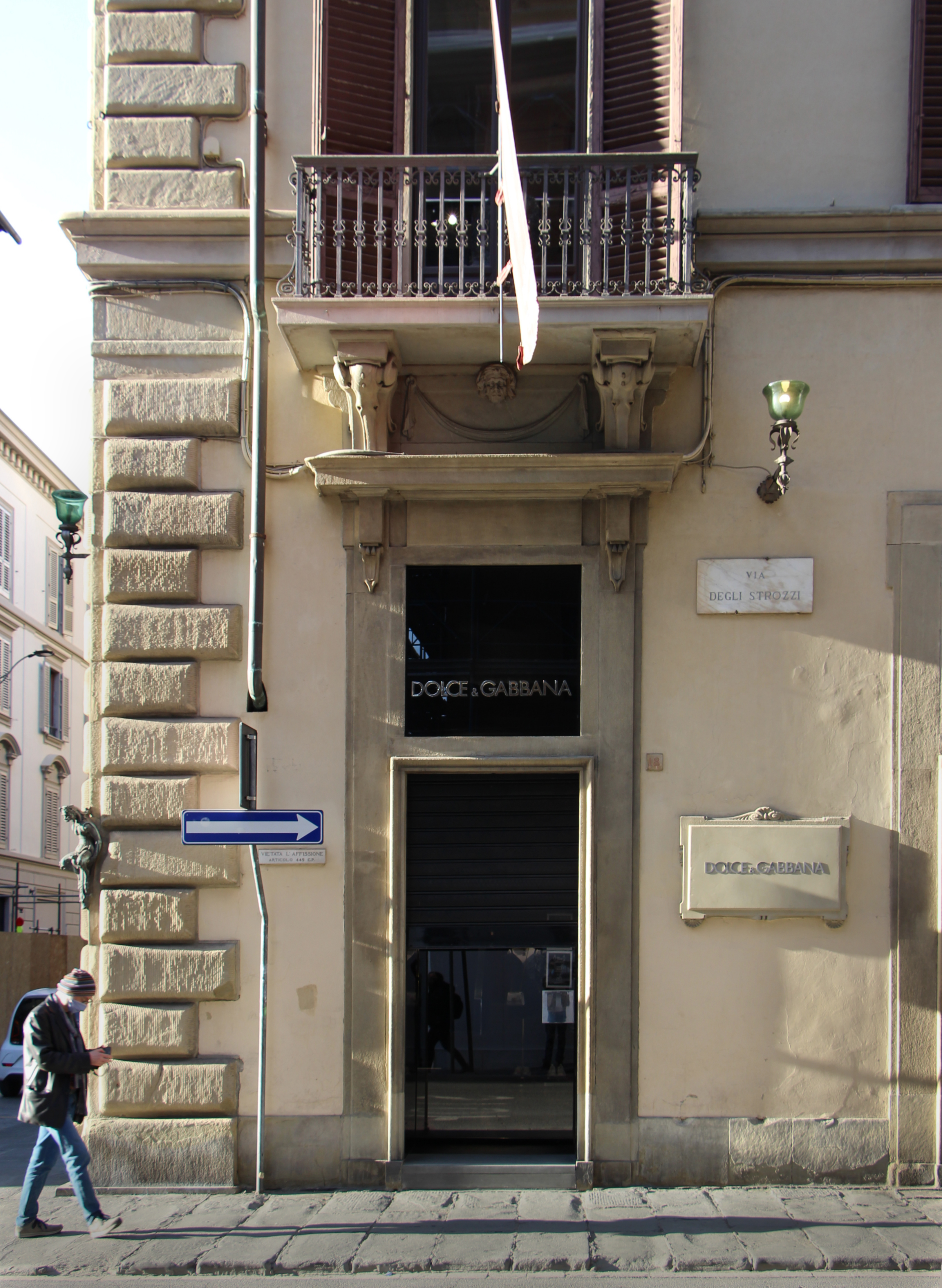
Portale con mascherone e mensole del Giambologna